# Catabena terminellus
Catabena terminellus är en fjärilsart som beskrevs av Augustus Radcliffe Grote 1883. Catabena terminellus ingår i släktet Catabena och familjen nattflyn. Inga underarter finns listade i Catalogue of Life.